# (372) Palma
Pour les articles homonymes, voir Palma (homonymie).
(372) Palma est un astéroïde de la ceinture principale découvert par Auguste Charlois le 19 août 1893.